# 難平
難平（ナンピン。何品とも）とは、株式など相場の売買手法の一つ。
「難」は損のことを指し、それを「平均」することから、難平と書く。言葉の意味から、「何品」と書くのは誤用となる。
買い建てた後に価格が下落した場合、下値で買い増しすることで、1株あたりの買い値（平均取得価格）を下げる手法である。平均取得価格が低くなることで、その後の上げ幅が少なくても、利益が出る・±0・軽微な損失で処分する等が可能となる。これが「ナンピン買い」である。空売りした後で株価が上昇した場合に、上昇後の値段でさらに売り増しする「ナンピン売り」もある。
例：1000円で1株を買い、800円に下落したとき更に1株買えば、平均価格は900円。その後901円まで戻れば利益が出る
期待通りに価格が戻れば上記のように利を得ることができるが、失敗した場合は損失が上乗せされる。
例：上の例で800円から更に下がれば、損は倍の早さで膨らむ。600円での損は難平しなければ-400円、難平すれば-600円。
ナンピンは不成功に終わった場合、損失額が拡大する。ある企業の株価が長期にわたり下落を続け、最終的に倒産したような局面で難平を続けていれば、ただ一つの銘柄で回復不能の致命傷を蒙る可能性がある。そのため相場格言には「へたなナンピン素寒貧」などナンピンの危険性を警告するものがある。